# آنجلو دآنجلو
آنجلو دآنجلو (انگلیسی: Angelo D'Angelo؛ زادهٔ ۱۸ سپتامبر ۱۹۸۵) بازیکن فوتبال اهل ایتالیا است.
از باشگاه‌هایی که در آن بازی کرده‌است می‌توان به باشگاه فوتبال آولینو، باشگاه فوتبال کوزنتسا کالچو، و باشگاه فوتبال اسپال اشاره کرد.